# Claude Paris
Claude-Joseph Paris (* 19. September 1808 in Lyon; † 25. Juli 1866 in Paris) war ein französischer Komponist.

## Leben
Claude Paris studierte am Pariser Konservatorium Komposition bei Jean-François Lesueur. Mit der Kantate Herminie gewann er 1826 den Premier Grand Prix de Rome. Während seines Romaufenthaltes brachte er 1829 am Teatro San Benedetto in Venedig die Buffooper L’Allogio militaire zur Aufführung.
Nach seiner Rückkehr nach Paris wurde 1830 an der Kirche Notre-Dame-des-Victoires seine Missa da Requiem aufgeführt. 1831 wurde die jährliche Sitzung der Académie royale des Beaux-Art mit einer Aufführung der Ouvertüre seiner lyrischen Tragödie Elmyra eröffnet. Die komische Oper Le veilleé komponierte Paris für die Pariser Oper (Salle Ventadour).
Paris wirkte als Dirigent am Théâtre du Panthéon und unterrichtete in Paris und Lyon.